# Zgniły Głuszynek
Zgniły Głuszynek – wieś w Polsce położona w województwie kujawsko-pomorskim, w powiecie radziejowskim, w gminie Topólka.
W latach 1975–1998 miejscowość administracyjnie należała do województwa włocławskiego.

## Historia
W wieku XIX opisano wsie :
Głuszynek (1) „zgniły” (obecnie Zgniły Głuszynek), wieś w powiecie nieszawskim, gminie Czamanin, parafii Świerczyn
   
oraz
 
Głuszynek (2), wieś i kolonia w powiecie nieszawskim, gminie Czamanin, parafii Świerczyn.